# Шуляк Ольга Іванівна
Ольга Іванівна Шуляк (нар. 25 жовтня 1948) — українська радянська діячка, новатор виробництва, швачка-мотористка Вінницького виробничого швейного об'єднання «Поділля». Кандидат в члени ЦК КПУ в 1986—1990 роках.

## Біографія
У 1970—80-х роках — швачка-мотористка Вінницького виробничого швейного об'єднання «Поділля» Вінницької області. Новатор виробництва.
Член КПРС. Делегат XXVII з'їзду Комуністичної партії України (1986).
Потім — на пенсії у місті Вінниці.

## Нагороди
- ордени
- медалі